# Victor Tubbax
Victor Tubbax (Deurne, 11 de febrero de 1882-'s-Gravenwezel, 24 de octubre de 1974) fue un deportista belga que compitió en ciclismo en la modalidad de pista. Ganó dos medallas de plata en el Campeonato Mundial de Ciclismo en Pista, en los años 1906 y 1906.

## Medallero internacional
| Campeonato Mundial | Campeonato Mundial | Campeonato Mundial | Campeonato Mundial |
| Año                | Lugar              | Medalla            | Competición        |
| ------------------ | ------------------ | ------------------ | ------------------ |
| 1906               | Ginebra (Suiza)    | Medalla de plata   | Medio fondo (A)    |
| 1907               | París (Francia)    | Medalla de plata   | Medio fondo (A)    |